# Meadow Vista
Meadow Vista es un lugar designado por el censo ubicado en el condado de Placer en el estado estadounidense de California. En el año 2000 tenía una población de 3,096 habitantes y una densidad poblacional de 215 personas por km².

## Geografía
Meadow Vista se encuentra ubicado en las coordenadas 39°0′14″N 121°1′45″O / 39.00389, -121.02917. Según la Oficina del Censo, la ciudad tiene un área total de 14,4 km² (5,6 mi²), de la cual 13,9 km² (5,4 mi²) es tierra y 0,5 km² (0,2 mi²) (3.59%) es agua.

## Demografía
Según la Oficina del Censo en 2000 los ingresos medios por hogar en la localidad eran de $59,980, y los ingresos medios por familia eran $65,474. Los hombres tenían unos ingresos medios de $55,132 frente a los $28,682 para las mujeres. La renta per cápita para la localidad era de $27,504. Alrededor del 1.5% de la población estaban por debajo del umbral de pobreza.